# 疑問 (曲)
「疑問」（ぎもん）は、立花理佐のデビューシングルである。1987年4月1日発売。TBS系ドラマ『毎度おさわがせしますIII』の2代目主題歌である（EP: WTP-17940）。

## 解説
立花がグランプリを獲得した「ロッテ CMアイドルはキミだ!」の副賞として約束されていたロッテのCM（ロッテアイス「ビッグコーン」）や東芝のヘアドライヤー「レッツチャット シーサイドワゴン」のCFソングとしてもオンエアされた。
TBSテレビ「ザ・ベストテン」へは、1987年4月16日に第7位で初登場。翌週の4月23日（第8位）まで2週間ランクインした。
立花がヒロイン・内海はるかを演じたテレビドラマ「毎度おさわがせしますIII」で、第10話（1987年4月7日放送回）から2代目のOP曲として使用された。

## 収録曲
1. 疑問
作詞：麻生圭子 作曲：伊豆一彦 編曲：中村哲
TBS系ドラマ『毎度おさわがせします III』主題歌
2. 月曜日に雨は降らない
作詞：岩里祐穂 作曲：安部恭弘 編曲：新川博

## 収録作品

### オリジナルアルバム
- 15才神話（1stアルバム）- 疑問と月曜日に雨は降らないを収録

### ベストアルバム
- 理佐発見 〜RISA COLLECTION〜 - 疑問と月曜日に雨は降らないを収録
- GOLDEN☆BEST 立花理佐 - 疑問と月曜日に雨は降らないを収録
- NEW BEST 1500 立花理佐 - 疑問を収録